# Opus Fundatum Latinitas
Opus Fundatum Latinitas е организацията за регулиране на латинския език. Тя се занимава с укрепването на образованието на латински и публикуването на публикации на латински. Създадена през 1976 г. от папа Павел VI и е заменена от Папската академия за латински език (Pontificia Academia Latinitatis), създадена през 2012 г.